# Desistência de Joe Biden da eleição presidencial dos Estados Unidos de 2024
Em 21 de julho de 2024, o atual presidente dos Estados Unidos, Joe Biden, anunciou sua retirada da eleição presidencial de 5 de novembro de 2024 em um comunicado nas redes sociais. Ele endossou a vice-presidente Kamala Harris como sua substituta na candidatura do Partido Democrata na eleição.
Preocupações com a saúde de Biden surgiram durante sua presidência, principalmente em relação à sua idade e capacidade de cumprir um segundo mandato. Após meses de especulação, em 25 de abril de 2023, Biden anunciou que se candidataria à reeleição como presidente na eleição de 2024, com Harris novamente como sua companheira de chapa. A campanha foi lançada exatamente quatro anos após o início de sua campanha presidencial de 2020. No dia de seu anúncio, uma pesquisa da Gallup revelou que a aprovação de Biden era de 37%, com a maioria dos entrevistados dizendo que a economia era sua maior preocupação. Durante sua campanha, ele promoveu uma política econômica conhecida como "Bidenomics" após a pandemia de COVID-19. Ele frequentemente declarava sua intenção de "terminar o trabalho" como um grito de guerra político.
As preocupações com a idade de Biden aumentaram em junho de 2024, após um debate inaugural entre Biden e o candidato do Partido Republicano, Donald Trump. O desempenho de Biden foi amplamente criticado, com comentaristas dizendo que ele frequentemente perdia o fio da meada e dava respostas prolixas, tinha uma aparência hesitante, falava com voz rouca e falhava em recordar estatísticas ou expressar sua opinião de forma coerente em várias ocasiões. Vários colunistas de jornais declararam Trump o vencedor, e as pesquisas indicaram que a maioria do público acreditava que Trump havia vencido. Após o debate levantar questões sobre sua saúde, Biden enfrentou pedidos para se retirar da corrida, incluindo de colegas democratas e dos conselhos editoriais de vários grandes meios de comunicação. Até 19 de julho, mais de 30 democratas seniores haviam pedido sua retirada.
Biden inicialmente insistiu que permaneceria como candidato. No entanto, em 21 de julho, uma carta assinada foi postada em sua conta no X retirando sua candidatura, afirmando que isso era "no melhor interesse do meu partido e do país". Biden é o primeiro presidente incumbente elegível para reeleição a não buscar a reeleição desde Lyndon B. Johnson em 1968, e o primeiro presidente na história dos Estados Unidos a optar por não buscar a reeleição após já ter vencido as primárias.

## Contexto

### Candidatura de Biden
Em 25 de abril de 2023, após meses de especulação, o presidente Joe Biden confirmou que concorreria à reeleição como presidente na eleição presidencial dos Estados Unidos de 2024, com a vice-presidente Kamala Harris novamente como sua companheira de chapa. A campanha foi lançada exatamente quatro anos após o início de sua campanha presidencial de 2020. No dia de seu anúncio, uma pesquisa Gallup revelou que a aprovação de Biden era de 37%, com a maioria dos entrevistados dizendo que a economia era sua maior preocupação. Durante sua campanha, Biden promoveu maior crescimento econômico e recuperação após a pandemia de COVID-19. Ele frequentemente declarava sua intenção de "terminar o trabalho" como um grito de guerra político.
Biden fez da proteção da democracia americana um foco central de sua campanha, juntamente com a restauração do direito federal ao aborto após a Suprema Corte revogar Roe v. Wade. Ele também pretendia aumentar o financiamento para patrulha e segurança de fronteiras, e aumentar o financiamento para as forças policiais juntamente com a reforma da polícia.[25] Biden prometeu apoiar, proteger e expandir os direitos LGBT e frequentemente destacou a aprovação prévia da Lei de Investimento em Infraestrutura e Empregos, da Lei Chips e Ciência, e do investimento histórico da Lei de Redução da Inflação para combater as mudanças climáticas.
Biden fez do fortalecimento das alianças dos EUA um objetivo chave de sua política externa e prometeu continuar apoiando a Ucrânia após a invasão russa do país e Israel após sua guerra com o Hamas, descrevendo-os como "vitais" para os interesses de segurança nacional dos EUA. Biden prometeu continuar os esforços para combater a violência armada e defender o Affordable Care Act após comentários de Donald Trump sugerindo que ele revogaria a lei. Biden propôs aumentar os impostos sobre os ricos através de um "imposto mínimo de renda para bilionários" para reduzir o déficit e financiar serviços sociais para os pobres.
A política comercial de Biden foi descrita como rejeitando a política econômica neoliberal tradicional e o Consenso de Washington, que resultaram na terceirização da manufatura e, assim, em um aumento da reação populista. Biden propôs e implementou tarifas direcionadas contra indústrias estratégicas chinesas para proteger empregos na manufatura e conter as ambições tecnológicas e militares da China. Biden não estava na cédula nas primárias de 23 de janeiro em New Hampshire, mas venceu em uma campanha de votação por escrito com 63,8% dos votos. Ele queria que a Carolina do Sul fosse a primeira primária e venceu naquele estado em 3 de fevereiro com 96,2% dos votos. Biden recebeu 89,3% dos votos em Nevada e 81,1% dos votos em Michigan, com "nenhum desses candidatos" e "não comprometido" ficando em segundo lugar em cada estado, respectivamente. Em 5 de março ("Superterça"), ele venceu 15 das 16 primárias, obtendo 80% ou mais dos votos em 13 delas. Em 12 de março, ele alcançou mais do que os 1.968 delegados necessários para ganhar a nomeação democrata, tornando-se o candidato presumível.

### Idade e saúde de Biden
Em sua posse, Biden prestou juramento com 78 anos, tornando-se o indivíduo mais velho a assumir a presidência. Biden era mais velho ao assumir o cargo do que qualquer outro presidente ao deixar o cargo. Em um relatório no Journal on Active Aging, os médicos notaram que ele tinha um "perfil de saúde excepcional" em relação à sua idade, e uma avaliação médica realizada pelo médico Kevin O'Connor atestou sua acuidade física. Dan Zak, do Washington Post, descreveu o governo dos EUA como uma gerontocracia com a posse de Biden.
Em julho de 2024, o New York Times relatou que Kevin Cannard, neurologista do Walter Reed National Military Medical Center especializado em distúrbios de movimento, como a doença de Parkinson, visitou a Casa Branca oito vezes nos últimos oito meses, incluindo uma reunião com o médico de Biden. O relatório gerou controvérsia, pois O'Connor refutou o relatório, citando as aparições de Cannard durante a administração de Barack Obama e o pessoal dentro da Casa Branca que sofre de distúrbios neurológicos.

### Debate com Trump
Biden foi amplamente criticado após um debate televisionado contra Trump em 27 de junho de 2024, com muitos democratas, em particular, criticando a performance, na qual Biden teve uma aparência vacilante e falou com voz rouca. Após a performance de Biden no debate, muitos democratas pediram que ele se retirasse da corrida, levando a uma crise política dentro do partido que a mídia se referiu como a "crise Biden".

## Progressão
Em 17 de julho, a ABC News relatou que o líder da minoria na Câmara, Hakeem Jeffries, e o líder da maioria no Senado, Chuck Schumer, expressaram preocupações a Biden sobre as perdas democratas no Congresso. Jeffrey Katzenberg, co-presidente da campanha, informou Biden que os doadores haviam interrompido o financiamento de sua campanha.
Nesse dia, Biden testou positivo para COVID-19. Ele apresentou sintomas leves, incluindo tosse, coriza e "mal-estar geral". No entanto, imagens dele parecendo frágil ao sair do Força Aérea Um a caminho do isolamento alimentaram ainda mais especulações sobre a saúde de Biden. O New York Times relatou que Biden estava "mais receptivo" à ideia de retirar sua nomeação. Em conversas telefônicas, a ex-presidente da Câmara, Nancy Pelosi, disse a Biden que estava pessimista sobre sua candidatura. Em 18 de julho, a Axios relatou que os democratas acreditavam que Biden sairia da eleição, citando pressão de Jeffries e Schumer, pesquisas internas e críticas. No mesmo dia, o New York Times relatou que Biden havia começado a aceitar uma possível retirada.
Antes da retirada de Biden, a palavra "Joever", um amálgama de Joe e "over", foi usada por críticos e pela mídia para descrever o estado da campanha de Biden. O termo se originou de uma postagem no 4chan em 2020, zombando da suposta incapacidade de Biden de vencer a eleição de 2020, e rapidamente se tornou um meme popular na Internet, especialmente no Twitter. O meme "Joever" ganhou destaque em 2024 à medida que aumentavam as preocupações sobre a aptidão e saúde de Biden.

## Reações da campanha

### Estratégia
A campanha de Biden adotou uma estratégia para reduzir a intensidade dos comentários que pediam sua retirada até que ele fosse formalmente nomeado em uma votação virtual antes da Convenção Nacional Democrata.

### Políticas
Em resposta às críticas após o debate, Biden anunciou várias políticas progressistas, incluindo a reforma da Suprema Corte para impor limites de mandato e um código de ética vinculativo, uma emenda constitucional para instituir autoridade processual para ações presidenciais, uma proibição nacional de armas de assalto e a limitação dos aumentos de aluguel.

## Anúncio de desistência
Em 21 de julho, a conta oficial no X do Presidente Joe Biden publicou uma carta anunciando a retirada de Biden.

Meus Concidadãos Americanos,

Nos últimos três anos e meio, fizemos grandes progressos como Nação.
Hoje, a América tem a economia mais forte do mundo. Fizemos investimentos históricos na reconstrução de nossa Nação, na redução dos custos de medicamentos prescritos para idosos e na expansão do acesso à saúde a um número recorde de americanos. Prestamos cuidados críticos a um milhão de veteranos expostos a substâncias tóxicas. Aprovamos a primeira lei de segurança de armas em 30 anos. Nomeamos a primeira mulher afro-americana para a Suprema Corte. E aprovamos a legislação climática mais significativa da história do mundo. A América nunca esteve melhor posicionada para liderar do que estamos hoje.
Sei que nada disso poderia ter sido feito sem vocês, o povo americano. Juntos, superamos uma pandemia que ocorre uma vez em um século e a pior crise econômica desde a Grande Depressão. Protegemos e preservamos nossa Democracia. E revitalizamos e fortalecemos nossas alianças ao redor do mundo.
Foi a maior honra da minha vida servir como seu Presidente. E, embora fosse minha intenção buscar a reeleição, acredito que é do melhor interesse do meu partido e do país que eu me retire e me concentre exclusivamente em cumprir meus deveres como Presidente pelo restante do meu mandato.
Falarei com a Nação ainda esta semana em mais detalhes sobre minha decisão.
Por enquanto, permitam-me expressar minha mais profunda gratidão a todos que trabalharam tanto para me ver reeleito. Quero agradecer à Vice-Presidente Kamala Harris por ser uma parceira extraordinária em todo este trabalho. E quero expressar minha sincera gratidão ao povo americano pela fé e confiança que depositaram em mim.

Acredito hoje no que sempre acreditei: que não há nada que a América não possa fazer – quando fazemos juntos. Só precisamos lembrar que somos os Estados Unidos da América.— Joe Biden
Mais tarde, no mesmo dia, uma postagem da mesma conta endossou Kamala Harris, a vice-presidente desde 2021.

Meus colegas democratas, decidi não aceitar a nomeação e focar todas as minhas energias em meus deveres como Presidente pelo restante do meu mandato. Minha primeira decisão como candidato do partido em 2020 foi escolher Kamala Harris como minha Vice-Presidente. E foi a melhor decisão que tomei. Hoje quero oferecer meu total apoio e endosso para que Kamala seja a candidata do nosso partido este ano. Democratas – é hora de nos unirmos e derrotar Trump. Vamos fazer isso.— Joe Biden

## Substituição como candidato

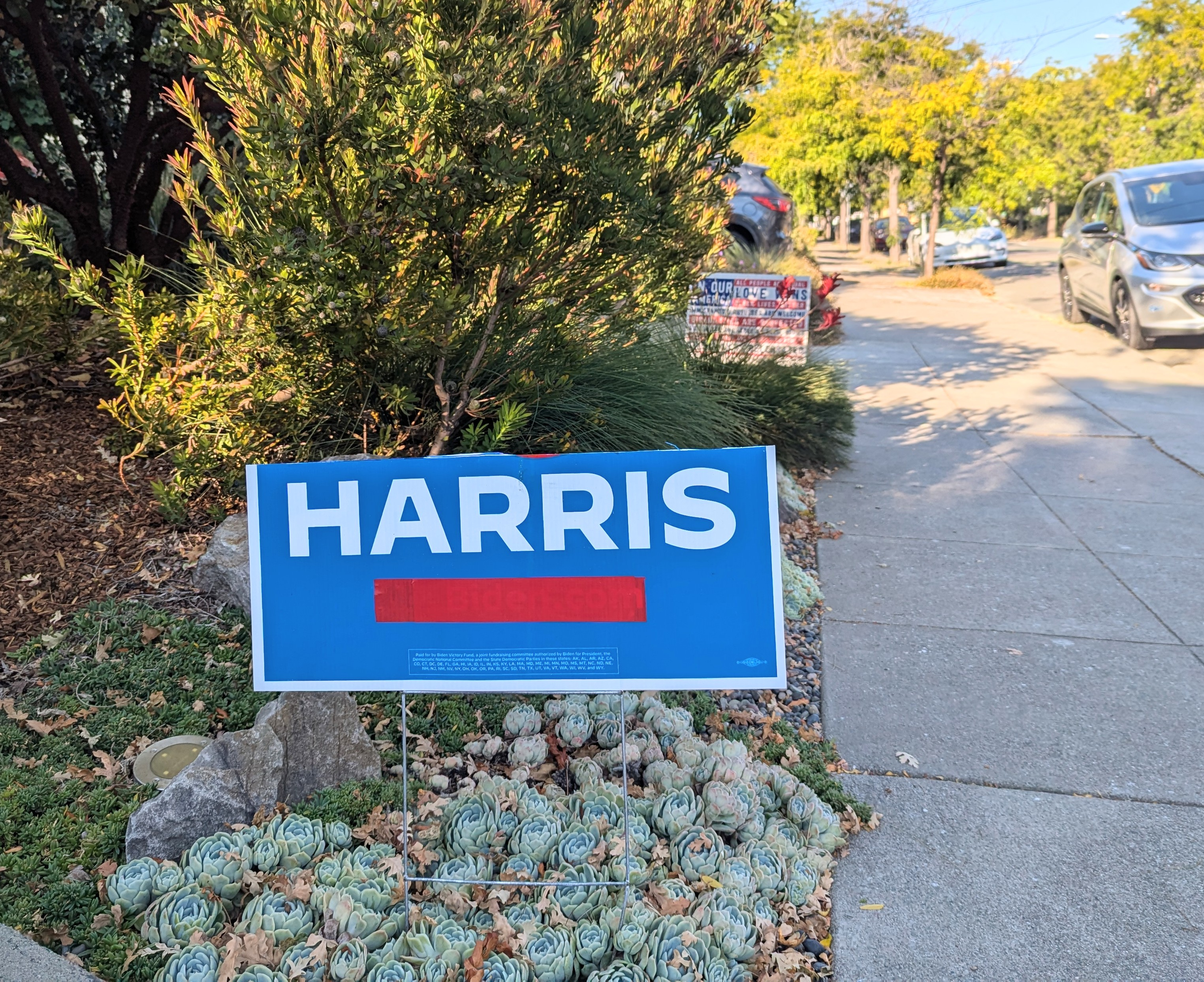
Um cartaz de jardim da campanha Biden/Harris com o nome de Biden removido, em Oakland, Califórnia, no dia seguinte à desistência de Biden.

Os delegados comprometidos com Biden foram liberados com sua renúncia à corrida. Um candidato que receba 300 assinaturas de delegados aparecerá na cédula da convenção. Um candidato deve receber a maioria dos votos dos delegados na convenção para se tornar o indicado; se nenhum candidato receber inicialmente a maioria dos votos, setecentos superdelegados adicionais são permitidos a votar em um candidato.
Todos os quase 3 800 delegados anteriormente comprometidos com Biden tornaram-se desvinculados. Apesar do endosso de Biden a Harris, as regras do Comitê Nacional Democrata não exigem que esses delegados sigam sua recomendação e apoiem seu sucessor escolhido.
Em uma pesquisa com delegados realizada pela Associated Press em 22 de julho de 2024, Kamala Harris se tornou a nova candidata presumida após receber promessas de mais da metade dos delegados.